# Dörnhof (Kulmbach)
Dörnhof (oberfränkisch: Döanhuf) ist ein Gemeindeteil der Großen Kreisstadt Kulmbach im Landkreis Kulmbach (Oberfranken, Bayern). Dörnhof liegt in der Gemarkung Kauernburg.

## Geografie
Der Weiler liegt am Rande des Biegigsberg (424 m ü. NHN, 0,4 km südwestlich). Gegen Westen fällt das Gelände ins Tal des Kesselbachs ab. Eine Gemeindeverbindungsstraße führt nach Kauernburg (0,7 km südlich) bzw. nach Eggenreuth (0,8 km nördlich).

## Geschichte
Der Ort wurde 1531 als „Durnhof“ erstmals urkundlich erwähnt. Das Bestimmungswort des Ortsnamens ist wahrscheinlich dorn (mhd. für Dornstrauch). Demnach dürfte eben ein solcher die Namensgebung des Ortes beeinflusst haben. 1554 wurde der „Durrenhof“ im Zweiten Markgrafenkrieges bei der Belagerung von Kulmbach und der Plassenburg durch die Bundesständischen niedergebrannt.
Gegen Ende des 18. Jahrhunderts bestand Dörnhof aus einem Anwesen. Das Hochgericht übte das bayreuthische Stadtvogteiamt Kulmbach. Das Rittergut Kirchleus war Grundherr des Dreiviertelhofes.
Von 1797 bis 1810 unterstand der Ort dem Justiz- und Kammeramt Kulmbach. Mit dem Gemeindeedikt wurde Dörnhof dem 1811 gebildeten Steuerdistrikt Kauerndorf und der 1812 gebildeten gleichnamigen Ruralgemeinde zugewiesen. 1818 erfolgte die Überweisung an die neu gebildete Ruralgemeinde Kauernburg. Am 1. April 1946 wurde Dörnhof nach Kulmbach eingegliedert.

### Baudenkmäler
- Dörnhof 1: Wohnstallhaus

### Einwohnerentwicklung
| Jahr      | 001818 | 001861 | 001871 | 001885 | 001900 | 001925 | 001950 | 001961 | 001970 | 001987 |
| Einwohner | 7      | 9      | 8      | 6      | 7      | 8      | 23     | 8      | 18     | *      |
| Häuser    | 2      |        |        | 2      | 2      | 1      | 2      | 2      |        | *      |
| Quelle    | [ 8 ]  | [ 11 ] | [ 12 ] | [ 13 ] | [ 14 ] | [ 15 ] | [ 16 ] | [ 17 ] | [ 18 ] | [ 19 ] |

## Religion
Dörnhof ist seit der Reformation evangelisch-lutherisch geprägt und war ursprünglich nach St. Oswald (Untersteinach) gepfarrt, seit dem 19. Jahrhundert ist die Pfarrei St. Petrus (Kulmbach) zuständig.